# Zalophus japonicus
Zalophus japonicus (Японський морський лев) — вимерлий вид вухатих тюленів підродини морських левів.
Японський морський лев жив в Японському морі на східному узбережжі Кореї, західному і східному узбережжі Японії, на узбережжі Курильських островів і Сахаліну на південному узбережжі сьогоденного Російського Далекого Сходу і на південному краю півострова Камчатка в Охотському морі та на північному березі острова Рюкю.
Японський морський лев був дуже схожий на свого найближчого родича, каліфорнійського морського лева (Zalophus californianus). Самці були від темно-сірого до темно-коричневого забарвлення, завдовжки 2,3 — 2,5 метри та важили від 450 до 560 кг. Таким чином, вони були трохи більші за самців каліфорнійських морських левів. Старі самці мали майже чорне хутро. Самки були значно менше, завдовжки 1,40 — 1,64 м і мали світліше забарвлення.
Японські морські леви жили на узбережжі і рідко віддалялися від найближчого берега у відкрите море на відстань понад 16 км. Для розмноження вони вибирали плоскі ділянки узбережжя з піщаним ґрунтом.
До 2003 року його вважали підвидом каліфорнійського морського лева як Zalophus californianus japonicus. Тільки дослідження морфології черепа у 2003 році дозволило присвоїти статус виду. Череп японського морського лева більше і ширше, ніж у його каліфорнійського родича, за верхніми іклами у нього було більше шести зубів, тоді як у каліфорнійських морських левів їх тільки п'ять. Проведений японськими науковцями генетичний аналіз не дав однозначного підтвердження або спростування справедливості класифікації японського морського лева як окремого виду.
Аналіз ДНК, зроблений у 2007 році виявив, що точка біфуркації між двома видами морських левів мала місце близько 2 мільйонів років тому на початку плейстоцену.
Основною причиною вимирання японського морського лева стали полювання і переслідування рибалками. У середині XIX століття, популяція налічувала від 30 000 до 50 000 особин. Попри великий пошук тварин в їх споконвічному середовищі проживання, з кінця 1950-х років спостереження не задокументовані. Останні перевірені відомості про 50-60 особин на островах Ліанкур зафіксовані в 1951 році.